# Стилиан Пафлагонийски
Стилиан Пафлагонийски (на латински: Stylianus; на гръцки: Στυλιανός), наречен още Детепазител e християнски светец.
Свети преподобни Стилиан Пафлагонийски Детепазител е роден и живял в периода между 400 и 500 година в областта Пафлагония, простираща се покрай южния бряг на Черно море в Западна Мала Азия. Приема се за закрилник на бебетата и малките деца и като детепазител се изобразява, държащ в прегръдката си младенец.
Според народната вяра през целия ден не се работи нищо в къщи, за да не боледуват децата. Жените месят и раздават питки и варена царевица за здраве на децата.

## В България
В България има три параклиса, посветени на Свети Стилиян, и няколко икони, за които църквата твърди, че са чудотворни.
Най-старият параклис в чест на Свети Стилиян се намира в Асеновград. Изграден е около средата на XIX век, но рухва през 1937 година. Възстановен е година по-късно. Част е от Пловдивска епархия на Българската православна църква.
Вторият параклис, посветен на Свети Стилиян, се намира в до черквата „Рождество Богородично“ в Симитли. Храмът е осветен през 2015 година от Неврокопски митрополит Серафим.
Третият параклис се намира в двора на първия в България и на Балканите възстановителен център за деца и младежи с онкохематологични заболявания. Центърът е построен в село Опицвет, община Костинброд. Центърът и параклисът в неговия двор са изградени през 2020 година с помощта на над 2 милиона лева средства от Европейския съюз. През 2020 година отец Ангел Ангелов, духовен надзорник на Софийска епархия, дарява мощи на Свети Стилиян на центъра, а година по-късно Белоградчишки епископ Поликарп, викарий на Софийския митрополит, дава името на центъра в чест на Свети Стилиян.
Една от чудотворните икони на Свети Стилиян се намира в храм „Света Неделя“ в село Сатовча. Другата икона се намира в храм „Свети Кирик и Юлита“ в град Банкя. Неделното училище към черквата в Банкя също е носи името на свети Стилиян и е създадено през 2017 година с благословението на Българския патриарх и Софийски митрополит Неофит.

## В деня, в който се чества
В деня, в който се чества светеца се приема, че имен ден празнуват всички, които носят имената Стилиан, Стела, Стелияна, Стилиана, Стилияна, Стилян, Щилиян, Щилияна, Щерян, Щеряна и други.